# Kappa Aquilae
Kappa Aquilae (κ Aqulilae, förkortat Kappa Aql, κ Aql)  är en ensam stjärna belägen i den södra delen av stjärnbilden Örnen (stjärnbild). Den har en skenbar magnitud på 4,96 och är synlig för blotta ögat där ljusföroreningar ej förekommer. Baserat på parallaxmätning inom Hipparcosuppdraget på ca 1,9 mas, beräknas den befinna sig på ett avstånd på ca 1 700 ljusår (ca 520 parsek) från solen.

## Egenskaper
Kappa Aquilae är en blå till vit jättestjärna av spektralklass B0.5 III. Den har en beräknad massa som är ca 16 gånger större än solens massa, en radie som är ca 13 gånger större än solens och utsänder från dess fotosfär ca 52 600 gånger mera energi än solen vid en effektiv temperatur av ca 26 500 K.